# Neotyphodium coenophialum
Neotyphodium coenophialum é um simbionte (endófito) sistémico e transmissível por semente de Festuca arundinacea (festuca-alta), uma erva endémica da Eurásia e Norte de África, mas largamente naturalizada na América do Norte, Austrália e Nova Zelândia.
Este endófito foi identificado como a causa da síndrome de toxicose da festuca que por vezes afecta o gado que pasta em ervas infectadas por N. coenophialum. Entre os sintomas possíveis incluem-se reduzido aumento de peso, temperatura corporal elevada, fertilidade reduzida, agalactia, pelagem áspera, necrose gordurosa, coxear ou gangrena seca das patas. Devido à sua semelhança com os sintomas de ergotismo em humanos, pensa-se que os agentes provavelmente responsáveis pela toxicose da festuca sejam os alcaloides ergotínicos, sobretudo a ergovalina produzida por N. coenophialum.
A continuada popularidade da festuca-alta com este endófito, apesar da toxicose episódica do gado, é atribuível à produtividade e tolerância desta planta em pastagens e campos de feno. O endófito produz dois tipos de alcaloides, os alcaloides lolínicos e a pirrolopirazina peramina, um insecticida e um dissuasor de insectos, respectivamente, e a presença do fungo aumenta a tolerância à seca, a utilização do nitrogénio, a aquisição de fosfato, e a resistência aos nemátodes. Recentemente, estirpes naturais de N. coenophialum, com pouca ou nenhuma produção de alcaloides ergotínicos, foram introduzidas na festuca-alta para desenvolvimento de novos cultivares. Aparentemente estas estirpes não são tóxicas para o gado, e também fornecem alguns, mas não necessariamente todos, benefícios atribuíveis às estirpes "tóxicas comuns" nos cultivares de festuca-alta mais antigos.
A análise filogenética molecular indica que N. coenophialum é um híbrido interespecífico com três ancestrais: Epichloë festucae, Epichloë typhina e uma espécies não descrita ou extinta de Neotyphodium que também contribuiu um genoma para o endófito híbrido Neotyphodium occultans, entre outros.